# Resande med vinden
Resande med vinden (franska: Les Passagers du vent) är en fransk tecknad serie av François Bourgeon som hade fransk debut 1979 och som avslutades 2022.
Den första sviten om fem album är en historisk äventyrsserie som till största delen kretsar kring några unga kvinnor och deras upplevelser under tidigt 1780-tal på olika fartyg och de länder som fartygen besöker. Huvuddelen av denna svit har triangelhandeln mellan Europa, Afrika och Amerika som bakgrund. Serien var en av 1980-talets mest uppmärksammade och inflytelserika franska vuxenserier.
Den andra sviten om två album publicerades 2009–2010 och utspelas mot bakgrund av slavsamhällen i Karibien under slutet av 1700-talet och i Louisiana under fram till det amerikanska inbördeskriget.
Den tredje och avslutande sviten om två album publicerades 2018–2022 och utspelas 1871–1892 mot bakgrund av Pariskommunen och dess konskvenser.

## Handling

### Resande med vinden
Seriens handling kretsar i början kring de 16-åriga kvinnorna Isabeau (Isa) och Agnès (Agnes i den svenska översättningen), oskiljaktiga och lika som om de vore systrar. De båda befinner sig (album 1) på ett franskt örlogsfartyg när Isa blir bekant med matrosen Hoel. Som barn uppfostrades de tillsammans och ett upptåg där duon spelar varandras roller fick ödesdigra konsekvenser.

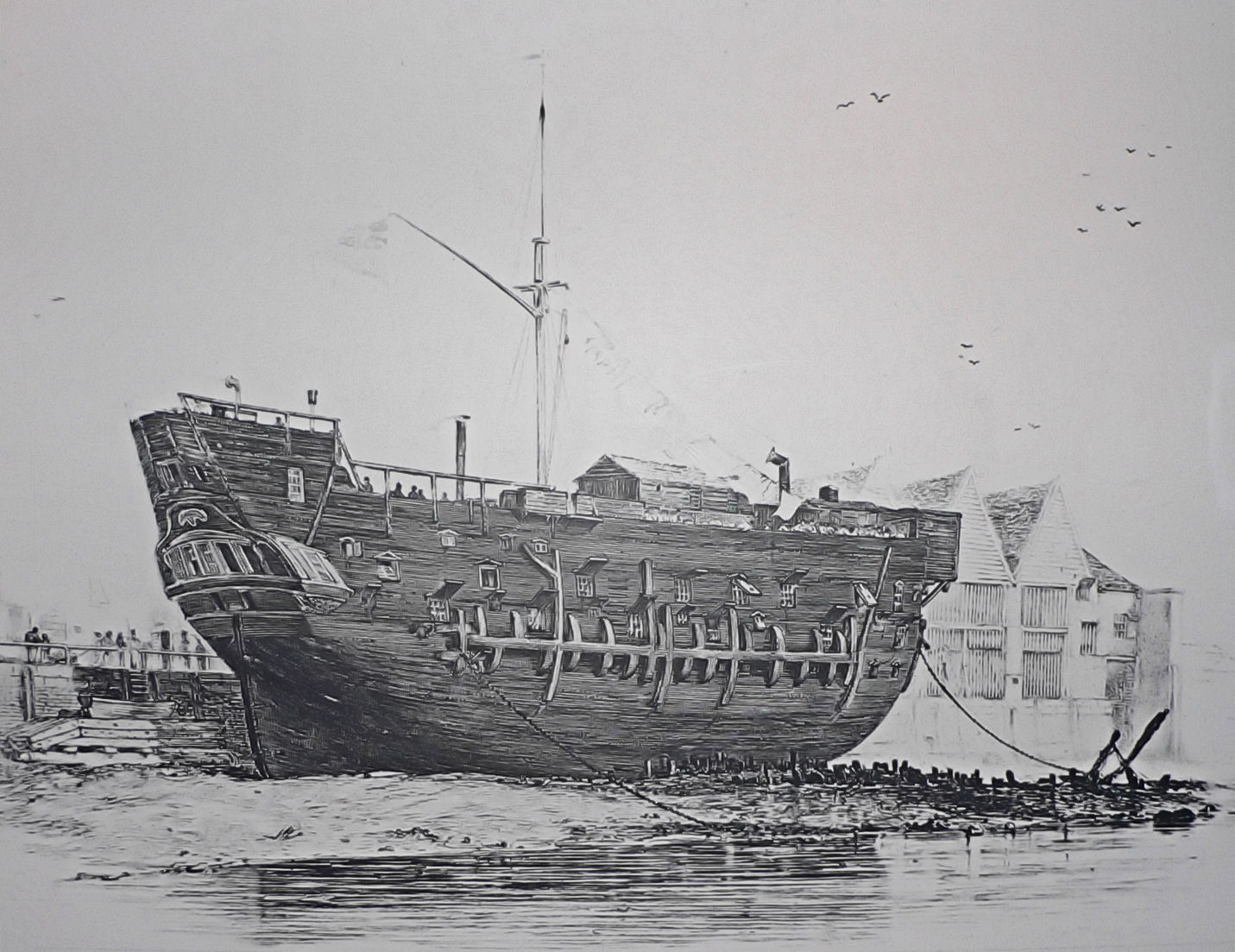
HMS Discovery, brittiskt fängelsefartyg i början på 1800-talet.

Senare tas Hoel tillfånga och får tillbringa tid på ett fängelsefartyg på ankar i Portsmouth. Med hjälp av sin engelska väninna Mary lyckas Isa befria honom (album 2). 
De tre embarkerar på slavskeppet Marie-Caroline och når ett franskt faktorie i Juda (dagens Ouidah) vid kusten till kungadömet Dahomey  (album 3). Isa, Hoel och Mary upplever maktstrider och blir offer för afrikanska besvärjelser (album 4). Isas personliga slav Alihosi – en gåva till Isa av Dahomeys kung Kpengla – visar sig ha oanade talanger.

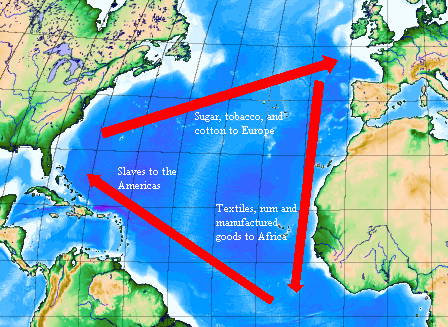
Triangelhandeln, med den fartygsrutt som seriens fartyg följer.

Marie-Caroline ger sig därefter av mot den franska besittningen Saint-Domingue (dagens Haiti på ön Hispaniola), med sin "ebenholtslast". Under resans gång gör slavarna ett försök att ta över fartyget, ett myteri som kväses med hårda medel (album 5). När fartyget anländer till sitt mål, den franska hamnen Cap-Français, vill ödet att Isa och Hoel går skilda vägar. Det är fredagen den 29 mars 1782, och Isa är 18 år gammal.

### Flickan från Kajmanträdet
Album 6 och 7 kretsar kring Isas barnbarnsbarn Zabo (även hon heter egentligen Isabeau). Miljön är här istället sydstaterna under det amerikanska inbördeskriget, med berättandet inlett 1863. Albumens huvudperson flyr undan kriget för att kunna förenas med sin familj i träskområdena i Louisiana. De båda Isabeau träffas, och den då 98-åriga anmodern Isas senare öden återberättas. Detta inkluderar de franska revolutionsåren, slavrevolt på Saint-Domingue och Isas liv i Louisiana. "Flickan från Kajmanträdet" är en mulatt som vårdas av Isa och i hemlighet är hennes egen dotter.

### Körsbärens blod
Album 8 och 9 kretsar återigen kring Zabo. Den 16 februari 1885 går Zabo, som nu kallar sig Clara, till Père-Lachaise-kyrkogården för att se begravningen av Jules Vallès som deltog aktivt i den revolutionära Pariskommunen våren 1871. Clara och hennes gode vän Lukaz hjälper den unga bretonska kvinnan Klervi som nyss anlänt till Paris och som enbart talar bretonska. Tre år senare träffas Clara och Klervi igen och de lär känna varandra mer och mer.
I november 1891 reser Zabo och Klervi med tåg till Bretagne. Under resan berättar Zabo för sin skyddsling om de trauman hon upplevde mellan 1870 och 1880, De förenas med Lukaz och i västra Bretagne lär Klervi känna Claras bror Jean som kallas Nano. I mitten av maj 1892 kommer till slut Klervi och Clara fram till stugan som var Klervis barndomshem.

## Figurgalleri
I det första albumet introduceras
- Isabeau de Marnaye (♀; mest känd som Isa; född i augusti 1764[1]) – seriens huvudperson, älskarinna till Agnes och Hoel, skicklig skytt
- Agnes de Roselande (♀; franska: Agnès) – Isabeaus barndomsvän
- Hoel Marie Tragan (♂; franska: Hoël…) – matros i franska flottan
- Benoît de Roselande (♂) – Agnes bror, fartygskapten i franska flottan
- Michel de Saint-Quentin (♂) – skeppsläkare

I det andra albumet blir Isa och Hoel bekanta med
- Mary Hereford (♀) – ung kvinna som på papperet tar emot franskalektioner från Isa. Hon blir gravid efter en affär med löjtnant John Smolett i den brittiska flottan (senare desertör därifrån). Deras dotter kommer att benämnas som Enora, Anna, Loeiza, Mari-Noela och Berc'hed.
- Boisboeuf (♂) – kapten på Marie-Caroline
- Jean Rousselot (♂) – skeppsläkare på Marie-Caroline

I det tredje albumet utökas bekantskapskretsen med
- François Vignebelle (♂) - kadett i franska flottan, senare Marys älskare
- kapten Malinet (♂)
- förstelöjtnant (senare kapten) Bernardin (♂)
- Olivier de Montaguère (♂) - fortet Caraçons befälhavare
- Louis-Paul de Genest (♂) - assistent till Olivier de Montaguère
- Estienne de Viaroux (♂) - bokhållare på fortet
- abbé Forissier (♂)
- Aouan (♂) - en dahomé som senare blir Isas livvakt

I det fjärde albumet beger sig Isa inåt land och träffar
- Kpengla (♂) - kung i Dahomey
- Alihosi (♀) - ung slavinna som Kpengla ger Isa i gåva

I det femte album kommer Isa och Hoel i närheten av
- kocken Grignoux (♂)
- plantageägaren Elisabeth de Magnan (♀)

Flickan från Kajmanträdet:
- Zabo Murrait (♀) – barnbarnsbarn till Isa, lever i Louisiana åren kring amerikanska inbördeskriget
- Quentin Constans (♂) - fransk fotograf
- Isa Murrait (♀)
- Louis Murrait (♂) - Isas gode vän och svärfar
- Lillan (♀) - flickan från Kajmanträdet

Körsbärens blod:
- Zabo Coustans (♀) - änka efter Quentin Constans, Lukaz älskarinna
- Klervi Stefan (♀) - ung kvinna från södra Bretagne
- Lukaz Maze (♂) - läkare som härstammar från Bretagne, Zabos älskare
- Louise Michel (♀) - väninna till Zabo och sedermera anarkist
- Jean Murrait (♂) - Zabos lillebrors som kallas Nano

## Produktion och betydelse

### Bakgrund
Seriens namn syftar på den triangulära rutt med segelfartyg som skedde under triangelhandelns tid. Denna rutt baserades på de förhärskande vindarna – resor med vinden. Även senare albumhistorier har haft koppling till resor med segelfartyg.

### Publiceringshistorik
Serien debuterade 1979 i förlaget Glénats månadstidning Circus och albumpublicerades året efter. I raskt takt producerades ytterligare fyra albumhistorier under de kommande fem åren. Resande med vinden blev en fransk storsäljare, och det första albumet gav 1980 skaparen Bourgeon pris som årets bästa tecknare vid seriefestivalen i Angoulême. Bourgeon uppmärksammades både för sin historiska realism, berättartalang och färgläggning.
Efter fem album lade Bourgeon serien på is, och under de kommande åren ägnade han sig istället åt medeltiden (Skymningens färdkamrater) och rymden (Berättelsen om Cyann). 2009–2010 återkom han dock till serien via de två albumen Flickan från Kajmanträdet (franska: La Petite Fille Bois-Caïman), med ramhandlingen förlagd till inbördeskrigets USA och återblickar till både Saint-Domingue och Louisiana.
De avslutande två albumen publicerades 2018 och 2022 med titeln Körbärens blod (franska: Le Sang des cerises), med ramhandling förlagd till Paris och Bretagne samt återblickar till både Paris och Nya Kaledonien.

### Spridning och betydelse
Resande med vinden har översatts till ett 20-tal språk, inklusive svenska. I Frankrike ledde försäljningsframgångarna med serien till en stark 1980-talstrend med historiska äventyrsserier, många presenterade via de nya vuxenserietidningarna Vécu och Métal Hurlant Aventure.
Serien har inte givits ut på engelska. En orsak till det är Bourgeons ovilja att censurera sin serie och teckna om serierutor med bara kvinnobröst, barnfödslar och liknande. Resande med vinden är skapad som en realistisk och historisk äventyrsserie, och Bourgeon har både tidigare och senare bland annat gjort liknande berättelser i medeltida miljöer. Han är känd för sitt omfattande förarbete inför albumproduktionen, och inför album 6 och 7 av Resande med vinden lär han ha läst nästan 300 böcker.

## Verklista
Nedan listas den franska originalutgivningen i album samt översättningar till svenska.
1. La Fille sous la dunette (Glénat, 1980), ISBN 2-7234-0132-4
- Flickan i akterhytten, Carlsen/if 1981 (översättning Lars Adelskogh); Resande med vinden – Den samlade utgåvan, Cobolt Förlag 2019 (översättning Björn Wahlberg).

2. Le Ponton (Glénat, 1980), ISBN 2-7234-0164-2
- Fångskeppet, Carlsen/if 1981 (översättning Lars Adelskogh); Resande med vinden – Den samlade utgåvan, Cobolt Förlag 2019 (översättning Björn Wahlberg).

3. Le Comptoir de Juda (Glénat, 1981), ISBN 2-7234-0215-0
- Fortet i Juda, Carlsen/if 1982 (översättning Lars Adelskogh); Resande med vinden – Den samlade utgåvan, Cobolt Förlag 2019 (översättning Björn Wahlberg).

4. L'Heure du serpent (Glénat, 1982), ISBN 2-7234-0290-8
- Ormens timme, Carlsen/if 1982 (översättning Lars Adelskogh); Resande med vinden – Den samlade utgåvan, Cobolt Förlag 2019 (översättning Björn Wahlberg).

5. Le Bois d'ébène (Glénat, 1984), ISBN 2-7234-0440-4
- Ebenholts i lasten, Carlsen/if 1984 (översättning Anne-Marie Ström); Resande med vinden – Den samlade utgåvan, Cobolt Förlag 2019 (översättning Björn Wahlberg).

6. La Petite Fille Bois-Caïman – Livre 1 (12 bis, 2009), ISBN 978-2-356-48066-8
- Flickan från Kajmanträdet, Cobolt Förlag 2019 (översättning Björn Wahlberg).

7. La Petite Fille Bois-Caïman – Livre 2 (12 bis, 2010), ISBN 978-2-356-48112-2
- Flickan från Kajmanträdet, Cobolt Förlag 2019 (översättning Björn Wahlberg).

8. Le Sang des cerises - Livre 1 (Delcourt, 2018), ISBN 978-2-413-00408-0
- Körsbärens blod, Cobolt Förlag 2025 (översättning Björn Wahlberg).

9. Le Sang des cerises - Livre 2 (Delcourt, 2022), ISBN 978-2-413-03062-1
- Körsbärens blod, Cobolt Förlag 2025 (översättning Björn Wahlberg).